# Take Me Home (альбом One Direction)
Take Me Home — второй студийный альбом британо-ирландской группы One Direction, вышедший 9 ноября 2012 года. Как и предыдущий альбом Up All Night (2011), Take Me Home был написан в группах в среднем по 5 человек на один трек.
Альбом возглавлял чарты в более чем 35 странах. Главный сингл с альбома «Live While We’re Young» был выпущен 28 сентября 2012. Остальные синглы «Little Things» и «Kiss You» так же возглавляли чарты, но были менее успешны

## Список композиций
1. «Live While We’re Young»
2. «Kiss You»
3. «Little Things»
4. «C’mon, C’mon»
5. «Last First Kiss»
6. «Heart Attack»
7. «Rock Me»
8. «Change My Mind»
9. «I Would»
10. «Over Again»
11. «Back for You»
12. «They Don’t Know About Us»
13. «Summer Love»